# Pokrzywna (Opole)
Pour les articles homonymes, voir Pokrzywna.
Pokrzywna est une localité polonaise de la gmina de Głuchołazy, située dans le powiat de Nysa en voïvodie d'Opole.

## Histoire
De 1743 à 1945, Wildgrund fait partie de l'arrondissement de Neustadt-en-Haute-Silésie dans la district d'Oppeln au sein de la province de Silésie.